# Anna Minta

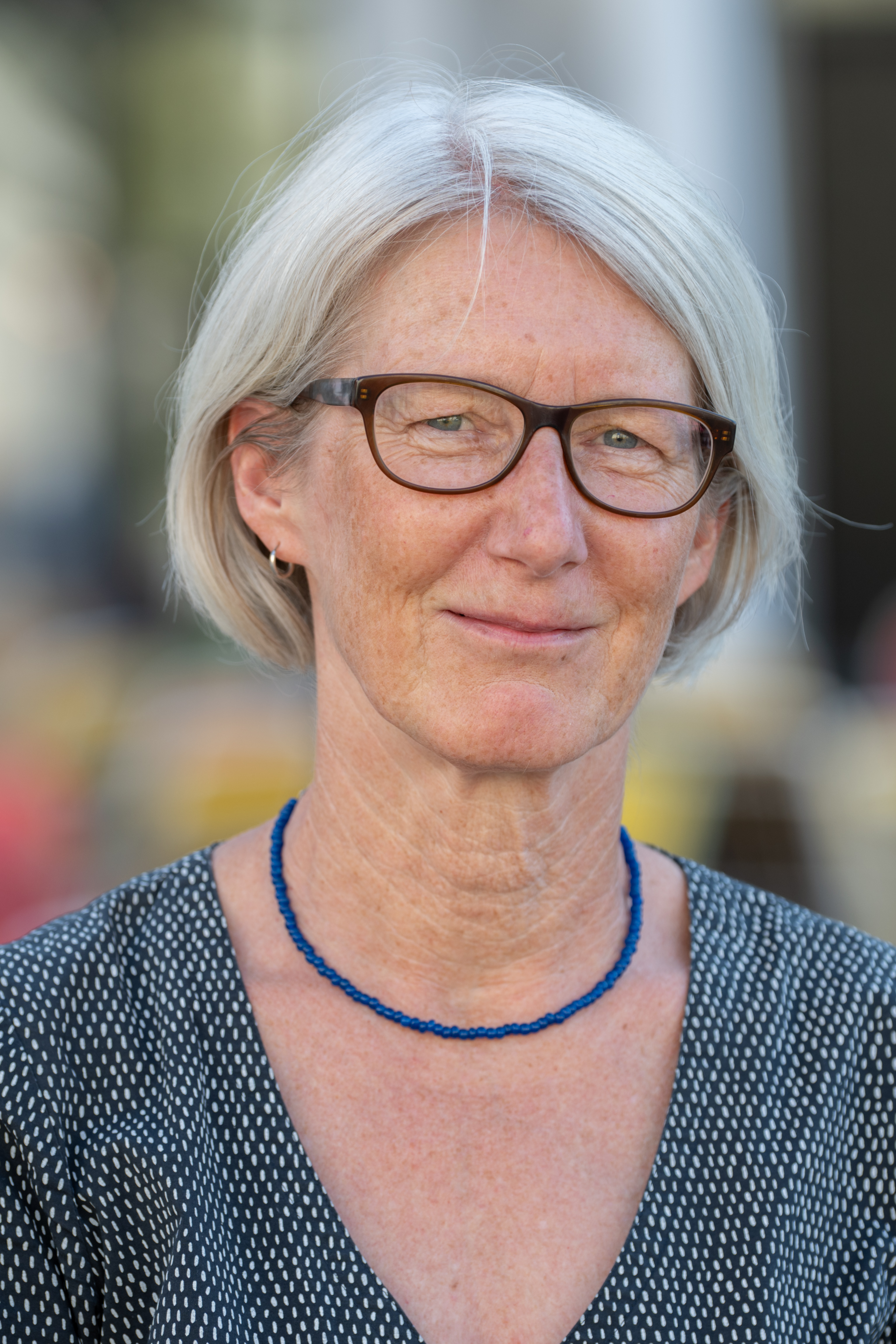
Anna Minta (2025)

Anna Minta (* 1970 in Düsseldorf) ist eine deutsche Architekturhistorikerin.

## Leben
Von 1990 bis 1998 studierte sie Kunstgeschichte (Magister Hauptfach), Publizistik und Neuere Geschichte (Nebenfächer) an der FU Berlin und von 1993 bis 1994 Stadt- und Regionalplanung an der TU Berlin (1998 Magisterabschluss, Freie Universität Berlin, Mai 1998 mit der Arbeit „Zeev Rechter und das 'Haus Engel' in Tel Aviv, 1933 im Kontext der Architekturtheorie von Le Corbusier“). Von 1999 bis 2003 war sie wissenschaftliche Mitarbeiterin am Kunsthistorischen Institut der Universität zu Kiel. Nach der Promotion 2003 im Fach Kunstgeschichte in Kiel mit der Arbeit „'Nation Building' in Israel. Architektur, Städtebau und Denkmalpolitik zwischen dem Unabhängigkeitskrieg von 1948/49 und dem Sechs-Tage-Krieg von 1967“ war sie von 2003 bis 2005 wissenschaftliche Mitarbeiterin am DFG-Sonderforschungsbereich „Institutionalität und Geschichtlichkeit“ der TU Dresden und von 2005 bis 2014 wissenschaftliche Assistentin am Institut für Kunstgeschichte der Universität Bern. Nach der Habilitation 2013 im Fach Kunstgeschichte in Bern, Habilitationsschrift „Politische und sakrale Repräsentationsarchitektur in Washington/DC. 'The Battle of the Styles' im 19. und 20. Jahrhundert“ hatte sie von 2014 bis 2016 eine SNF-Förderungsprofessorin am Kunsthistorisches Institut der Universität Zürich (Forschungsprojekt „Heilige Räume in der Moderne. Transformationen und architektonische Manifestationen“). Von 2013 bis 2019 war Minta Redakteurin von kritische berichte. Zeitschrift für Kunst- und Kulturwissenschaften. Seit 2016 lehrt sie als Professorin für Geschichte und Theorie der Architektur an der KU Linz.
Ihre Forschungsschwerpunkte sind Architektur-, Städtebau- und Designgeschichte vom 19. Jahrhundert bis in die Gegenwart. Länderschwerpunkte: Europa, Israel und die USA, Architekturtheorie und Raumsoziologie: Identitätskonstruktionen und Herrschaftsdiskurse im öffentlichen Raum, auratische Raumkonstruktionen und Sakralisierungsprozesse in der Moderne und Vermittlungsstrategien, Historiografie und Denkmalpflege.

## Schriften (Auswahl)
- Israel bauen. Architektur, Städtebau und Denkmalpolitik nach der Staatsgründung 1948. Berlin 2004, ISBN 3-496-01318-4.
- als Herausgeberin mit Bernd Nicolai und Markus Thome: Stadt, Universität Bern. 175 Jahre Bauten und Kunstwerke. Bern 2009, ISBN 978-3-258-07406-1.
- als Herausgeberin mit Bernd Nicolai: Parlamentarische Repräsentationen. Das Bundeshaus in Bern im Kontext internationaler Parlamentsbauten und nationaler Strategien. Berlin 2014, ISBN 3-0343-1502-3.
- Staatsbauten und Sakralarchitektur in Washington/DC. Stilkonzepte patriotischer Baukunst. Berlin 2015, ISBN 978-3-496-01531-4.